# Montbozon
Montbozon és un municipi francès situat al departament de l'Alt Saona i a la regió de Borgonya - Franc Comtat. L'any 2007 tenia 496 habitants.

## Demografia

### Població
El 2007 la població de fet de Montbozon era de 496 persones. Hi havia 210 famílies, de les quals 69 eren unipersonals (27 homes vivint sols i 42 dones vivint soles), 57 parelles sense fills, 65 parelles amb fills i 19 famílies monoparentals amb fills.
La població ha evolucionat segons el següent gràfic:
Habitants censats

### Habitatges
El 2007 hi havia 283 habitatges, 216 eren l'habitatge principal de la família, 29 eren segones residències i 39 estaven desocupats. 225 eren cases i 58 eren apartaments. Dels 216 habitatges principals, 159 estaven ocupats pels seus propietaris, 52 estaven llogats i ocupats pels llogaters i 5 estaven cedits a títol gratuït; 12 tenien dues cambres, 19 en tenien tres, 61 en tenien quatre i 123 en tenien cinc o més. 153 habitatges disposaven pel capbaix d'una plaça de pàrquing. A 94 habitatges hi havia un automòbil i a 88 n'hi havia dos o més.

### Piràmide de població
La piràmide de població per edats i sexe el 2009 era:
| Homes | Edats   | Dones |
| ----- | ------- | ----- |
| 0     | 95 o +  | 4     |
| 0     | 90 a 94 | 0     |
| 0     | 85 a 89 | 4     |
| 4     | 80 a 84 | 8     |
| 4     | 75 a 79 | 12    |
| 8     | 70 a 74 | 8     |
| 20    | 65 a 69 | 12    |
| 24    | 60 a 64 | 32    |
| 16    | 55 a 59 | 20    |
| 20    | 50 a 54 | 16    |
| 12    | 45 a 49 | 16    |
| 16    | 40 a 44 | 4     |
| 20    | 35 a 39 | 16    |
| 12    | 30 a 34 | 24    |
| 8     | 25 a 29 | 8     |
| 16    | 20 a 24 | 16    |
| 24    | 15 a 19 | 8     |
| 16    | 10 a 14 | 16    |
| 16    | 5 a 9   | 8     |
| 8     | 0 a 4   | 16    |

## Economia
El 2007 la població en edat de treballar era de 309 persones, 239 eren actives i 70 eren inactives. De les 239 persones actives 212 estaven ocupades (122 homes i 90 dones) i 27 estaven aturades (13 homes i 14 dones). De les 70 persones inactives 28 estaven jubilades, 22 estaven estudiant i 20 estaven classificades com a «altres inactius».

### Ingressos
El 2009 a Montbozon hi havia 221 unitats fiscals que integraven 503 persones, la mediana anual d'ingressos fiscals per persona era de 16.158 €.

### Activitats econòmiques
Dels 35 establiments que hi havia el 2007, 2 eren d'empreses alimentàries, 1 d'una empresa de fabricació de material elèctric, 4 d'empreses de construcció, 9 d'empreses de comerç i reparació d'automòbils, 4 d'empreses de transport, 2 d'empreses d'hostatgeria i restauració, 1 d'una empresa d'informació i comunicació, 2 d'empreses financeres, 1 d'una empresa immobiliària, 4 d'empreses de serveis, 2 d'entitats de l'administració pública i 3 d'empreses classificades com a «altres activitats de serveis».
Dels 12 establiments de servei als particulars que hi havia el 2009, 1 era una oficina d'administració d'Hisenda pública, 1 gendarmeria, 1 oficina de correu, 1 una oficina bancària, 1 funerària, 2 tallers de reparació d'automòbils i de material agrícola, 1 paleta, 1 guixaire pintor, 1 lampisteria, 1 electricista i 1 perruqueria.
Dels 4 establiments comercials que hi havia el 2009, 1 era una botiga de menys de 120 m², 1 una fleca, 1 una llibreria i 1 una botiga de material de revestiment de parets i terra.
L'any 2000 a Montbozon hi havia 6 explotacions agrícoles.

## Equipaments sanitaris i escolars
L'únic equipament sanitari que hi havia el 2009 era una farmàcia.
El 2009 hi havia una escola elemental integrada dins d'un grup escolar amb les comunes properes formant una escola dispersa.

## Poblacions més properes
El següent diagrama mostra les poblacions més properes.